# Syrena (Pirates of the Caribbean)
Syrena is een zeemeermin die voorkomt in Pirates of the Caribbean: On Stranger Tides.

## Biografie

### Pirates of the Caribbean: On Stranger Tides
Omdat Blackbeard een traan van een zeemeermin nodig heeft om de Fontein van de Eeuwige Jeugd te activeren, gaat hij samen met schip en bemanning naar Whitecap Bay, de laatste plaats waar zeemeerminnen schijnen te zitten. Meerminnen worden aangetrokken door kunstmatig licht en gezang. Daarom wordt er vanaf een vuurtoren met een spiegel licht op een boot vol bemanningsleden geschenen en moeten ze van Gunner, een van Blackbeards zombies, zingen. Na enige tijd komt de eerste zeemeermin, Tamara, boven. Ze zingt voor de bemanningsleden, en wanneer Scrum, een van de bemanningsleden, zijn gezicht in het water steekt om haar een kus te geven, ziet hij dat de meerminnen aanvallen en ontdekt zo hun ware aard. Terwijl de zeemeerminnen de boot waar de bemanning in zit proberen open te breken, moeten de andere bemanningsleden de zeemeerminnen, onder wie Syrena, het strand opjagen. Jack Sparrow blaast de vuurtoren op om de overige zeemeerminnen weg te jagen. De door Blackbeard gevangengenomen missionaris Philip Swift wordt echter bedolven onder het puin tot Syrena hem redt. Daarbij komt zij echter zelf vast te zitten. Blackbeard sluit haar daarna op in een glazen kist gevuld met water, om haar mee te nemen naar de Fontein van de Eeuwige Jeugd.
Philip voelt zich schuldig en als hij merkt dat ze ademnood krijgt doordat ze opgesloten zit, probeert hij haar te helpen. Na een groot stuk lopen valt de glazen kist kapot, en krijgt ze benen bij gebrek aan water. Aangezien ze niet gewend is om op benen te lopen, kan ze ook maar een paar stappen zetten. Philip draagt haar daarna.
Als ze bij een paar diepe poelen aankomen, die tot zee reiken, beveelt Blackbeard haar vast te binden aan een boom met haar armen, maar haar benen in het water te hangen. Hierdoor raakt ze opgesloten in haar zeemeerminnenvorm, en zal ze uiterst pijnlijk sterven van uitdroging. Aangezien de piraten een traan nodig hebben, proberen ze haar te laten huilen door te dreigen Philip Swift te doden. Blackbeard heeft namelijk ontdekt dat de twee verliefd zijn op elkaar. Als het erop lijkt dat Philips keel doorgesneden wordt, geeft Syrena echter geen krimp, want dat ligt niet in de aard van een zeemeermin. Als Philip alleen maar bewusteloos blijkt te zijn en weer bijkomt, probeert hij haar te bevrijden. Syrena is zo blij hem te zien dat ze tranen van blijdschap weent. Blackbeards mannen hebben hier echter op zitten wachten en ze vangen gauw de traan op. Blackbeard zegt: "Zeemeerminnen zijn te hard om te huilen. De enige tranen die ze kunnen krijgen zijn tranen van blijdschap." Syrena is hierna heel erg teleurgesteld, en wil Philip niet meer zien.
Als Philip wordt meegenomen door Blackbeard blijft Syrena alleen achter. Ze heeft een uiterst pijnlijke dood in het vooruitzicht.
Philip komt bevrijd weer terug bij Syrena en maakt haar los, waarna ze snel onder water duikt richting de Fontein. De kelken die nodig zijn voor het ritueel om de fontein te activeren zijn namelijk in eenzelfde soort poel gevallen waar Syrena in vastzat. Ze geeft deze aan Jack en zegt dat hij haar traan niet mag verspillen. Ze keert terug naar Philip en ziet dat hij gewond is. Ze geeft hem een kus waardoor hij onder water kan ademen, en ze neemt hem mee onderwater om naar vrijheid te zwemmen.

## Persoonlijkheid
Syrena is een heel erg verlegen zeemeermin. Daarin lijkt ze niet op haar andere zeemeerminzussen die erg gevaarlijk zijn, en zonder waarschuwing zeemannen doden. Voor ze gevangen werd had ze ook weinig interactie met mensen gehad. Dit kan haar verlegen en timide gedrag verklaren.